# Anders Andersen (borgmester)
 For alternative betydninger, se Anders Andersen (flertydig). (Se også artikler, som begynder med Anders Andersen)
Anders Andersen født (29. marts 1901 i Middelfart – 27. november 1969) var socialdemokratisk politiker i Sønderborg. Han var medlem af byrådet i Sønderborg fra 1930 til 1969. Fra 1943 til 1946 var han medlem af Folketinget og fra 1946 til sin død i 1969 borgmester i Sønderborg.
Anders Andersen var skomagersøn fra Middelfart. Efter læretiden som maskinarbejder, tog han 1923 på på valsen og havnede i Sønderborg, hvor han først arbejdede ved Stein og Meyland og senere som søfyrbøder på fjordbådene. I 1925 fik han arbejde på avisen Sønderborg Amts Socialdemokrat (Sønderjyden 1942-1974) som altmulig-mand, men fra 1. januar 1926 blev han maskinsætter (stereotypør) efter at avisen nu skulle trykkes i Sønderborg. Han var aktiv i DSU og i DUI, fagbevægelsen og i partiforeningen. 1924 blev han medlem Arbejdernes Oplysningsforbund, hvor han så mulighederne for at tilbyde arbejderne en systematisk oplysningsvirksomhed. Hans indsats blev belønnet af Arbejdernes Fællesorganisation i 1926, som betalte for hans 5-måneders studieophold på den tyske arbejderhøjskole Schloss Tinz i Thüringen, stedet hvor mange kendte danske socialdemokrater i perioden frem til Hitlers magtovertagelse i 1933 studerede. På grund af sit aktive virke inden for fagbevægelsen blev han i 1930 indvalgt i Sønderborg byråd, hvor han i 1946 afløste venstremanden, bankdirektør Hans Nielsen, som borgmester.
1970 fik Borgmester Andersens Vej i Sønderborg hans navn.